# Carlos Reyes (Fußballspieler, 1973)
Carlos Roberto Reyes Berríos (* 21. August 1973 in Santiago) ist ein ehemaliger chilenischer Fußballspieler. Der Stürmer bestritt ein Länderspiel für die Nationalmannschaft.

## Karriere

### Verein
Carlos Reyes spielte in der Jugend bei Audax Italiano und debütierte 1994 in der Tercera División beim CD Magallanes. 1995 gewann der Offensivakteur die Meisterschaft der Tercera und stieg mit Magallanes auf. Anschließend wechselte er zu seinem früheren Verein Audax Italiano in die Primera División. 2000 unterschrieb Reyes einen Vertrag bei Rekordmeister CSD Colo-Colo. 2002 und 2003 sammelte der Stürmer Auslandserfahrungen bei den mexikanischen Vereinen Nacional Tijuana und Real Sociedad de Zacatecas. Seine Karriere ließ er dann bei seinen früheren Vereinen Audax Italiano und Magallanes ausklingen. 2006 war das letzte Profijahr von Reyes.

### Nationalmannschaft
Carlos Reyes bestritt im April 1999 in der chilenischen Nationalmannschaft sein einziges Länderspiel beim Freundschaftsspiel gegen Bolivien, als er in der 18. Spielminute für Manuel Neira eingewechselt wurde.